# Peperomia rhombeifolia
Peperomia rhombeifolia är en pepparväxtart som beskrevs av William Trelease. Peperomia rhombeifolia ingår i släktet peperomior, och familjen pepparväxter. Inga underarter finns listade i Catalogue of Life.